# Love Sensuality Devotion: The Remix Collection
Love Sensuality Devotion: The Remix Collection es un álbum recopilatorio de Enigma lanzado en 2001. Contiene remezclas de varias canciones aparecidas en sus anteriores álbumes. Fue publicado al mismo tiempo que su hermano Love Sensuality Devotion: The Greatest Hits.
Las remezclas fueron hechas por: Peter Ries y  Wolfgang Filz, en «Turn Around» (2001); Peter Ries, junto a los responsables de T.A.A.W. (Michael Cretu y Jens Gad), en «Gravity of Love» (1999); André Tanneberger, en «Push the Limits» (2000); Jens Gad, en «Return to Innocence» (1993); este último y Michael Cretu, en «Age of Loneliness» (1994); y, finalmente, Michael Cretu en «Sadeness (Part I)» (1990), «Principles of Lust» (1991), «Mea Culpa» (1991) y «T.N.T. for the Brain» (1996).

## Listado de canciones
1. «Turn Around» Northern Lights Club Mix (135 BPM) (Michael Cretu, Jens Gad/Michael Cretu) — 10:27
2. «Age of Loneliness» Enigmatic Club Mix (128 BPM) (Curly M.C.) — 6:14
3. «Push the Limits» ATB Remix (133 BPM) (Michael Cretu, Jens Gad/Michael Cretu) — 7:51
4. «Gravity of Love» Judgement Day Club Mix (140 BPM) (Michael Cretu) — 5:59
5. «Return to Innocence» 380 Midnight Mix (088 BPM) (Curly M.C.) — 5:42
6. «Sadeness (Part I)» Violent U.S. Remix (095 BPM) (Curly M.C., F. Gregorian/Curly M.C., David Fairstein) — 4:43
7. «Principles of Lust» Everlasting Lust Mix (095 BPM) (Curly M.C.) — 4:56
8. «Mea Culpa» Fading Shades Mix (100 BPM) (Curly M.C./David Fairstein) — 6:04
9. «T.N.T. for the Brain» Midnight Man Mix (112 BPM) (Curly M.C.) — 5:56